# Apatophysis montana
Apatophysis montana är en skalbaggsart som beskrevs av Charles Joseph Gahan 1906. Apatophysis montana ingår i släktet Apatophysis och familjen långhorningar.
Artens utbredningsområde är Pakistan. Inga underarter finns listade i Catalogue of Life.